# Chalodeta chitinosa
Chalodeta chitinosa is een vlindersoort uit de familie van de prachtvlinders (Riodinidae), onderfamilie Riodininae.
Chalodeta chitinosa werd in 2002 beschreven door Hall, J.